# Martin Feistl
Martin Feistl (* 17. August 1996; † 18. Mai 2024 an der Scharnitzspitze) war ein deutscher Kletterer und Bergsteiger. Er gehörte zu den besten deutschen Allround-Kletterern, der sowohl in Fels als auch im Eis unterwegs war und auch kurze Routen mit hohen Schwierigkeitsgraden überwand. Seine Stärke war die Wiederholung schwieriger und anspruchsvoller Mehrseilenlängenrouten und seine Begeisterung gehörte den großen Alpenwänden.

## Leben
Feistl stammte aus Dießen am Ammersee. Bereits seine Eltern waren begeisterte Kletterer, die ihn in Klettergärten mitnahmen. Er begann bereits sehr jung zu klettern, so bestieg er mit 10 Jahren den Elbrus und mit 14 Jahren einen 6.000er in Ladakh. Er studierte Geografie, da er kein professioneller Kletterer werden wollte. Trotzdem hatte er eine Ausbildung zum Bergführer angefangen.
In den letzten Jahren entwickelte Feistl zunehmend ein ökologisches Bewusstsein, das sich darin äußerte, dass er nicht mehr um die halbe Welt fliegen wollte, sondern das gleiche Erlebnis in schwierigen Alpenwänden erreichen wollte. Bei seinen Begehungen war ihm ein sauberer Stil sehr wichtig, d. h. nur so viele Bohrhaken wie absolut notwendig zu setzen, Haken nicht zur Fortbewegung zu verwenden, sondern nur zur Absicherung und Erstbegehungen von unten zu beginnen.

## Alpinistische Karriere
Feistl war von 2016 bis 2018 Mitglied im DAV Expeditionskader für Männer. Zum Ende des Kaders gelang Feistl zusammen mit drei Seilpartnern der Aufstieg über den Westgrat auf den Shivling im indischen Garhwal-Himalaya. Er machte auch in den Folgejahren durch anspruchsvolle Erstbegehungen, Expeditionen und Wiederholungen von extremen Routen auf sich aufmerksam (siehe Begehungen und Erstbesteigungen). 2020 gelang ihm die Erstbegehung der Route Stalingrad an der Grubenkarspitze im Karwendel, einer langen und schwierigen Mixedtour, d. h. einer Route mit Fels- und Eispassagen. Dafür bekam er eine Erwähnung beim Piolet d’Or, der regelmäßig besondere Leistungen im extremen Bergsport auszeichnet. Feistl bezeichnete die Stalingrad im Karwendel und die Fear Control am Brenner als seine Erstbegehungen, die ihm am meisten bedeuteten. Beide sind Linien in einer Wand, in der es wenige bis gar keine Routen gibt; dies ist in den Alpen eher selten.
2023 zog es Feistl nochmals in die Ferne nach Grönland: zusammen mit Felix Bub gelangen ihm 3000 m Erstbegehungen bis 7b+ (UIAA 9-) im Alpinstil, 8 Gipfel und eine Wiederholung der 840 Meter langen Route Forum 7c (UIAA 9). Die Anreise erfolgte von Innsbruck aus per Zug und Segelboot.
Feistl schätze auch Free Solo Begehungen, also Begehungen von Routen ohne Seilsicherung, selbst in sehr anspruchsvollen Routen. Obwohl er sich des Risikos sehr wohl bewusst war, trieben ihn diese Grenzverschiebungen immer wieder an.
Am 18. Mai war er in der Südwand der Scharnitzspitze Free Solo unterwegs, und zwar in der Spitzenstätter Route (UIAA 7, 270 m). Gegen 12:25 Uhr verlor er in einem steilen und leicht überhängenden Bereich der Route den Halt und stürzte. Er schlug auf einem Felsband auf und wurde in ein Altschneefeld geschleudert, auf dem er weiter abrutschte. Er verstarb noch an der Unfallstelle.

## Begehungen und Erstbegehungen
Feistls Tourenbuch beinhaltet eine Reihe Wiederholungen schwerster Touren im Alpinstil und Erstbegehungen. Auszug aus seinen Tourenbuch:
- 2016: Rumeni strah in Paklenica (315 m, UIAA 9) Wiederholung
- 2019: Flugmeilengenerator an der Schwarzen Wand (400 m, UIAA 8) Erstbegehung, Solo
- 2019: Pandora an der Pordoi Westwand (600 m, WI6, M5, 5) 3. Begehung der Route zusammen mit David Bruder
- 2020: 24 hours of freedom am Sagzahn (950 m, WI4, M6) Erstbegehung
- 2020: Stalingrad an der Grubenkarspitze (1000 m, M8, WI7) onsight Begehung, Erstbegehung zusammen mit David Bruder
- 2022: Die Kohlebagger von Lützerath am Maningkogel (520 m, M8) Erstbegehung zusammen mit Silvan Metz
- 2023: Massive Attack an der Konsteiner Wand (20 m, UIAA 10-/10)
- 2024: Aura an der Langkofel Nordostwand (1200 m, M6 AI5) Erstbegehung zusammen mit Simon Gietl
- 2024: Daily Dose of Luck am Pinnistal (400 m, WI5 M4) Erstbegehung, Free Solo